# Jean-Marie Le Pen
Jean Louis Marie Le Pen (La Trinité-sur-Mer, 20 giugno 1928 – Garches, 7 gennaio 2025) è stato un politico francese, leader e fondatore del partito politico di estrema destra Front National (FN).
Deputato all'Assemblea nazionale e per più legislature all'Europarlamento, Le Pen è famoso per le sue posizioni estremamente conservatrici e reazionarie, che lo hanno spesso portato a dichiarazioni controverse, e per aver richiesto forti politiche di rafforzamento della legge, tra cui la reintroduzione della pena di morte, forti restrizioni sull'immigrazione da paesi extraeuropei e ritiro della Francia, o maggiore indipendenza, dall'Unione europea.
Si è candidato in diverse elezioni presidenziali francesi, arrivando al ballottaggio del secondo turno contro Jacques Chirac nelle elezioni presidenziali del 2002, quando ottenne il 17,79 %.
Dopo aver lasciato nel 2011 alla figlia Marine la guida del FN, è stato espulso dal partito nel 2015 per divergenze politiche ormai consolidate.

## Biografia
Jean-Marie Le Pen era il figlio di Jean Le Pen (1901-1942), pescatore e presidente dell'associazione dei veterani e assessore di La Trinité-sur-Mer, e di Anne-Marie Hervé (1904-1965), sarta e figlia di agricoltori provenienti da Locmariaquer e Le Bono nel Morbihan in Bretagna.
Iniziò la sua carriera politica a Tolosa come capo dell'Unione studentesca. Dopo aver conseguito la laurea in giurisprudenza, nel 1953 si arruolò nella Legione straniera. Arrivò come sottotenente in Indocina nel 1954, quindi in Algeria e fu poi inviato a Suez durante la crisi del 1956, ma arrivò solo dopo il cessate il fuoco.
Nel 1960 sposò la modella Pierrette Lalanne, da cui ebbe tre figli. Si separò nel 1972 e divorziò nel 1987: rifiutò di pagare gli alimenti alla moglie, la quale apparve quindi seminuda su Playboy nelle vesti di cameriera sexy.

### Morte, reazioni e funerali
Jean-Marie Le Pen muore il 7 gennaio 2025 a Garches (Hauts-de-Seine), all'età di 96 anni, in una struttura medica dove era stato ricoverato per diverse settimane. Fino al momento della morte, è stato l'ultimo parlamentare della Quarta Repubblica ancora in vita. Il primo ministro François Bayrou ha pubblicato un messaggio di omaggio che ha suscitato polemiche nel mondo di sinistra e del centro: «Jean-Marie Le Pen è stato una figura della vita politica francese. Sapevamo, quando lo abbiamo combattuto, che combattente fosse».
La sua morte fu celebrata con raduni di centinaia di persone in diverse città della Francia. Secondo un sondaggio dell'istituto CSA, il 68% dei francesi si è dichiarato scioccato dagli assembramenti che celebrano la morte di Jean-Marie Le Pen. Il ministro dell'Interno Bruno Retailleau, del partito I Repubblicani, ha condannato questi raduni, affermando: «Niente giustifica il ballare su un cadavere. La morte di un uomo, anche se era un avversario politico, dovrebbe ispirare solo moderazione e dignità. Queste scene di giubilo sono semplicemente vergognose». Lo stesso Jean-Marie Le Pen ha dichiarato alla morte di Jacques Chirac: «Morto, anche il nemico ha diritto al rispetto». Queste parole sono state ripetute anche da Sophie Primas, portavoce del governo, dopo questi fatti.
La figlia minore Marine, che ha appreso la notizia al suo ritorno da un viaggio a Mayotte (in seguito al passaggio del ciclone Chido), gli ha reso omaggio il giorno dopo la sua morte concludendo il suo messaggio con «Buon vento e buon mare, papà!». In un comunicato del Rassemblement national che gli rende omaggio, si legge: «In oltre sei decenni di attiva lotta politica, ha dimostrato di essere un visionario, imponendo nel dibattito pubblico i grandi temi che strutturano la vita politica odierna come la demografia e il suo corollario, l'immigrazione, la globalizzazione e il declassamento della Francia, la sovranità nazionale e il rischio di diluizione nell'Unione europea».
Il 14 novembre prima di morire, mentre era ancora ricoverato a Saint-Cloud, Jean-Marie Le Pen ricevette l'assoluzione e l'estrema unzione da padre Philippe Laguérie, già parroco di Saint-Nicolas-du-Chardonnet. L'11 gennaio 2025 è stato celebrato il funerale nella chiesa di Saint-Joseph a La Trinité-sur-Mer, "nell'intimità della famiglia", prima di essere sepolto accanto ai suoi genitori nella tomba di famiglia nel cimitero di La Trinité. Successivamente ha avuto luogo una "cerimonia religiosa e di omaggio", a cui il pubblico ha preso parte, il 16 gennaio presso la Chiesa del Val-de-Grâce a Parigi.
La sua tomba è stata vandalizzata la notte del 30 gennaio 2025. La prefettura ha annunciato che la gendarmeria del Morbihan riattiverà la sorveglianza del sito.

## Carriera politica

### Deputato all'Assemblea nazionale
Nel 1956 divenne il più giovane membro dell'Assemblea nazionale francese, eletto per Unione e Fraternità Francese, il partito di Pierre Poujade. Gli fu concesso di restare in servizio ancora sei mesi nella Legione. Nel 1957 divenne il segretario generale dell'organizzazione di reduci Fronte Nazionale dei Combattenti. Rotto con Poujade, alle legislative del novembre 1958 con il Centro Nazionale degli Indipendenti e dei Contadini, fu rieletto all'Assemblea Nazionale, nel quale restò fino al 1962.
Nel 1965 fu il direttore della campagna delle presidenziali di Jean-Louis Tixier-Vignancour. Nel 1969 si avvicinò a Ordre nouveau.

### Il Front National

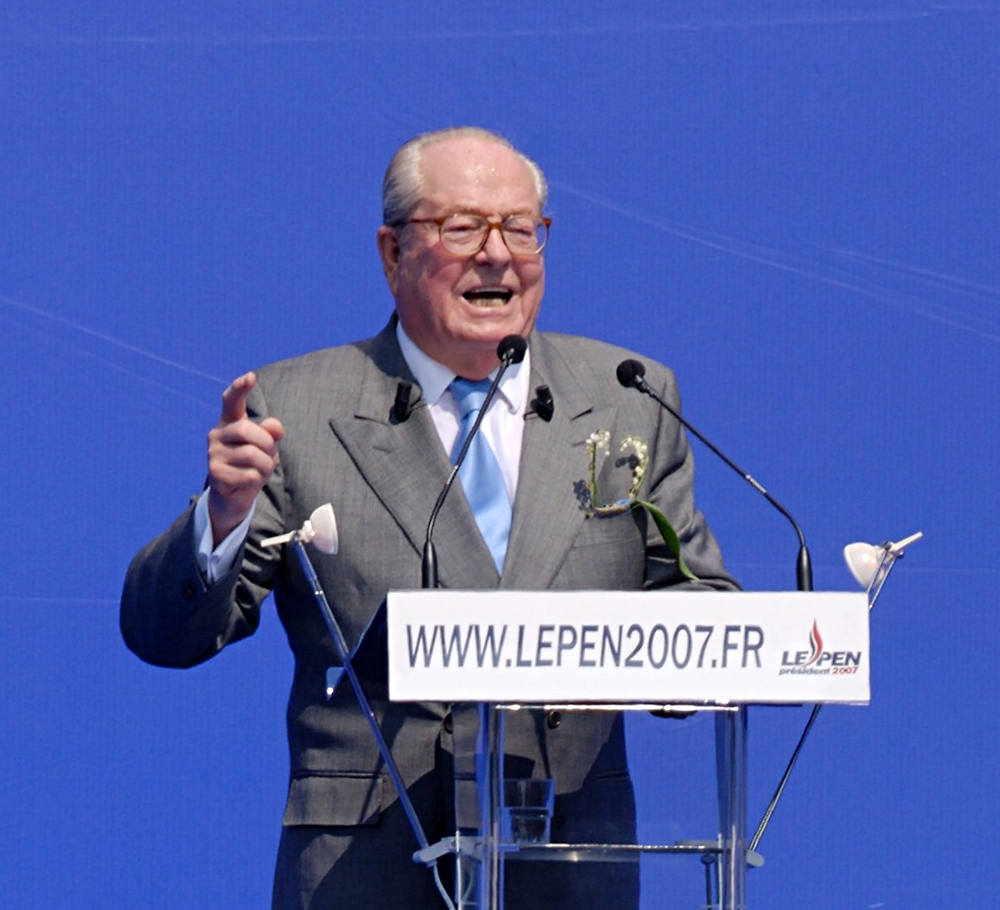
Jean-Marie Le Pen a Parigi nel 2007, mentre parla all'annuale tributo del Front National a Giovanna d'Arco.

Nel 1972 fondò il Fronte Nazionale (FN), un partito nazionalista di estrema destra, in opposizione al partito gollista. È stato candidato alle elezioni presidenziali del 1974 (0,75% dei voti), del 1988 (14,38%), del 1995 (15,00%), del 2002 (16,86% e 17,8% al ballottaggio) e del 2007; nel 1981 non poté candidarsi, non avendo ottenuto le 500 firme di sindaci necessari.
Nel 1984 ottenne un seggio al Parlamento europeo, e dal 1986 al 1988 tornò deputato all'Assemblea Nazionale. Rieletto all'Europarlamento nel 1989, nel 1994 e nel 1999, fu privato del seggio il 10 aprile del 2003 dalla Corte di giustizia europea. Fu però rieletto al Parlamento europeo nel 2004.
Alle presidenziali del 2002 ottenne il 16,86% dei voti al primo turno, abbastanza per arrivare al ballottaggio, grazie al basso risultato del candidato socialista e Primo ministro Lionel Jospin. Essendo stato il primo politico francese della destra non gollista ad arrivare al secondo turno delle elezioni presidenziali, l'evento causò un grande movimento nell'opinione pubblica nazionale: più di un milione di persone prese parte a manifestazioni di piazza contro Le Pen, e lo sfidante Chirac rifiutò il tradizionale duello televisivo prima delle votazioni.
Alle presidenziali del 2007 ottenne al primo turno 3.834.530 voti (10,44%), ma stavolta rimase escluso dal ballottaggio (che vedrà vincitore Nicolas Sarkozy). Quindi alle elezioni regionali del 2010 si candidò in prima persona alla presidenza della Provence-Alpes-Côte d'Azur (PACA), ottenendo il 20,29% dei voti al primo turno e il 22,87% al secondo; al termine di queste consultazioni affermò di essere politicamente "immortale" e lasciò trasparire una possibile, futura successione della figlia Marine alla guida del FN.
Il 15 gennaio 2011 lasciò effettivamente la presidenza del FN a Marine, che nel corso degli anni cambierà rotta al partito con la cosiddetta dédiabolisation; contestualmente Jean-Marie divenne presidente onorario del partito. Era inoltre il nonno materno di Marion Maréchal, la più giovane parlamentare della V Repubblica (anche lei esponente del FN, eletta deputata nel 2012 nel dipartimento di Vaucluse). 
Nell'aprile 2015 definì le camere a gas naziste quali semplice «dettaglio della storia», scatenando l'ira della figlia; perciò annunciò in seguito di voler rinunciare a presentarsi alle regionali di fine anno in PACA perché "se devo sacrificare il futuro del movimento, non voglio essere io a causargli un danno", auspicando la candidatura della nipote Marion. Il 16 aprile venne ricoverato in ospedale per problemi cardiaci.

### L'espulsione dal FN
Nel maggio 2015 venne sospeso dal FN; nell'agosto seguente venne infine espulso dal partito che aveva fondato e guidato per decenni.
Nel 2017 aderì al gruppo neofascista europeo Alleanza per la Pace e la Libertà, guidato da Roberto Fiore. L'anno dopo annunciò che non si sarebbe più presentato come candidato in nessuna tornata elettorale.
Nell'agosto 2020 creò un istituto a suo nome per mettere a disposizione del grande pubblico gli archivi che ripercorrono la sua carriera politica.
Nell'aprile 2024 venne posto “sotto protezione legale” su richiesta della sua famiglia.

## Procedimenti giudiziari
Nel 1996 venne condannato da un tribunale francese per il reato di incitamento all'odio razziale per aver definito le camere a gas naziste, in cui vennero sterminati gli ebrei, "un semplice dettaglio nella storia della seconda guerra mondiale". Per la stessa frase, reiterata nell'aprile 2015, venne condannato in via definitiva nel marzo 2018 a pagare una multa di 30 000.
Nel 2012 venne condannato a 10 000 euro di multa per la frase: "almeno in Francia l'occupazione tedesca non era particolarmente disumana".